# Guy Scott
Guy Lindsay Scott (1 de junio de 1944) es un político zambiano que fue presidente interino de Zambia tras la muerte del presidente Michael Sata el 28 de octubre de 2014. Previamente fue vicepresidente de Zambia desde 2011 hasta 2014. Es el primer blanco en asumir una jefatura de estado en África desde que Frederik de Klerk dejara de ser el presidente de Sudáfrica.

## Primeros años y logros profesionales
Guy Lindsay Scott nació en 1944 en Livingstone, Rodesia del Norte (hoy Zambia). Su padre, Alec Scott, emigró a Zambia desde Escocia en 1927, mientras que su madre, Grace, emigró de Inglaterra en 1940. 
Completó su educación en Peterhouse, Rodesia del Sur (Hoy Zimbabue) y el Reino Unido en la Universidad de Cambridge y la Universidad de Sussex, donde obtuvo una licenciatura en economía y un doctorado en ciencias cognitivas respectivamente. Su participación en la política de Zambia fue inspirado por su padre, quien era un aliado de los nacionalistas y uno de los fundadores de los periódicos del gobierno anticoloniales. Durante la década de 1950, su padre era un miembro del Parlamento Federal de Lusaka.
Después de graduarse en el Trinity Hall, en Cambridge en 1965, Scott se unió al gobierno de Zambia, donde se desempeñó en el Ministerio de Hacienda como un planificador. También fue el director adjunto de La Economía y negocios de África oriental y central durante este período. 
En 1970, Scott creó Walkover Estates. Esta era una empresa agroindustrial, que se aventuró en cultivos de alto valor, tales como el trigo de regadío, las fresas, y una amplia gama fuera del grupo de verduras. Posteriormente, pasó a estudiar robótica en la Universidad de Oxford durante la década de 1980.
Completó un doctorado en Inteligencia Artificial de la Universidad de Sussex y fue galardonado con el título de doctor en 1986. El Título de la tesis de Scott fue "interpretación local y global de las imágenes en movimiento".
Está casado con Charlotte Scott y tienen 4 hijos.

## Carrera política
En 1990, se unió al Movimiento por la Democracia Multipartidista (MMD), donde fue elegido para ocupar la Presidencia de la Comisión de Agricultura en la primera convención.
Fue elegido miembro del Parlamento en el circuito de Mkipa por la tolda del MMD durante la elección de 1991 y fue nombrado posteriormente como Ministro de Agricultura, Alimentación y Pesca. Tras presidir una serie de reformas políticas, tuvo que hacer frente a la Sequía del Siglo entre enero y febrero de 1992 que dejó todo el sur de África sin cosechas de maíz, por lo que Scott impulsó el plan de vanguardia para trasladar desde el extranjero cantidades de maíz en vías ferroviarias en mal estado hacia Zambia.
En 1996 se separa del MMD para formar junto a Ben Kapita el Partido Lima. Más tarde se fusionarían el Partido Lima y otros partidos incluyendo ZADECO de Dean Mungomba y forman ZAP. En 2001, regresó a la política y se unió al Frente Patriótico, volviendo a la Asamblea Nacional después de ser elegido diputado por Lusaka en la elección general de 2006.

### Vicepresidente y presidencia interina
La elección presidencial se llevó a cabo el 20 de septiembre de 2011, y los resultados finales se anunciaron el 23 de septiembre mostrando el candidato presidencial del Frente Patriótico, Michael Sata, ganador por encima de MMD del presidente saliente, Rupiah Banda, por un amplio margen. Guy Scott fue posteriormente juramentado como vicepresidente de la República de Zambia, el 29 de septiembre de 2011.
Después de la repentina muerte del presidente Sata el 28 de octubre de 2014, Scott en calidad de vicepresidente asumió la presidencia interina de Zambia durante un lapso de 90 días hasta la celebración de nuevas elecciones. El nombre de Scott como posible candidato presidencial quedó en entredicho pues la constitución prohíbe la candidatura de un ciudadano que tenga antepasados inmigrantes en por lo menos 3 generaciones. Esta ley fue aprobada durante el gobierno de Frederick Chiluba para evitar la postulación de Kenneth Kaunda (cuyo padre había nacido en Malawi).